# Xx (álbum de The xx)
xx es el álbum de estudio debut de la banda británica de indie pop The xx. Lanzado el 14 de agosto de 2009 a través de Young Turks, que en ese momento era un sello filial de XL Recordings, se grabó entre diciembre de 2008 y febrero de 2009 en el estudio de la discográfica en Londres. Durante la producción del álbum, Jamie Smith creó las bases electrónicas de las canciones en su computadora portátil y las mezcló en un proceso minucioso junto con el ingeniero de audio Rodaidh McDonald, quien buscó reproducir la calidad íntima y sin adornos de las maquetas originales.
Además de sus influencias iniciales de R&B de The xx, la crítica ha asociado el sonido del álbum con géneros como el rock alternativo, la electrónica y el post-punk. Sus canciones, en su mayoría melancólicas, presentan arreglos minimalistas construidos alrededor de las bases rítmicas de Smith y las partes instrumentales grabadas por los demás miembros de la banda, como las líneas de bajo de Oliver Sim y las sutiles figuras de guitarra de Baria Qureshi y Romy Madley Croft, siendo esta última quien emplea reverberación en su guitarra principal. La mayoría de las canciones son interpretadas como duetos discretos por Croft y Sim, quienes escribieron letras emocionales sobre el amor, la intimidad, la pérdida y el deseo.
Tras su lanzamiento, xx recibió un gran reconocimiento de la crítica y fue considerado uno de los mejores discos de 2009, recibió elogios por el estilo atmosférico de indie rock y pop de la banda, así como por la dimensión interpersonal de sus interpretaciones. Comercialmente, tuvo un desempeño constante durante sus primeros años y se convirtió en un sleeper hit en el Reino Unido y Estados Unidos, hasta alcanzar el millón de copias vendidas. Aunque al principio los principales medios la ignoraron y ninguno de sus sencillos fue un éxito, la banda ganó mayor visibilidad cuando sus canciones fueron licenciadas para programas de televisión, reconocimiento que culminó en 2010 con la obtención del Premio Mercury por el álbum.
Este es el único álbum que la banda lanzó como cuarteto. Poco después de su publicación, las diferencias entre Qureshi y el resto del grupo llevaron a su salida, por lo que la agrupación quedó como un trío. La banda realizó una extensa gira de conciertos que les permitió ampliar su base de seguidores, ganar reconocimiento en la prensa y fortalecer su confianza como intérpretes. Con el tiempo, el disco se convirtió en una gran influencia, ya que muchos grupos de indie y artistas de pop masivo adoptaron sus elementos estilísticos distintivos. Considerado uno de los discos más aclamados de su época, ha sido reconocido como uno de los mejores álbumes del siglo XXI por NME, Rolling Stone y The Guardian.

## Antecedentes

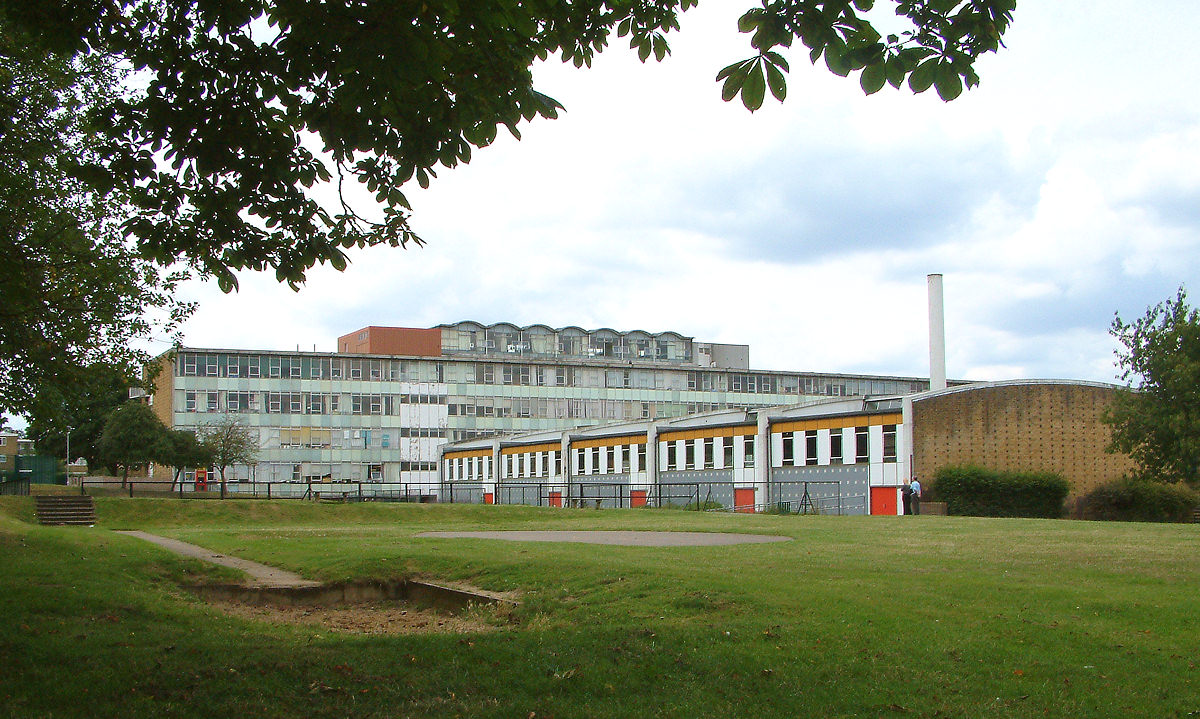
La Elliott School en Londres, lugar donde the xx estudiaron y formaron

En 2005, mientras estudiaban en el Elliott School del sur de Londres, los amigos de la infancia Romy Madley Croft y Oliver Sim formaron The xx junto con Jamie Smith y Baria Qureshi. Croft y Sim tocaban la guitarra y el bajo, respectivamente, además compartían las voces principales, mientras que Smith programaba bases electrónicas y Qureshi se desempeñaba como tecladista y guitarrista adicional. Durante las noches, Croft y Sim intercambiaban letras a través de mensajería instantánea o ensayaban discretamente con Smith y Qureshi en sus habitaciones para no molestar al resto de sus familias. La banda recibió una gran influencia de productores de R&B estadounidense como The Neptunes y Timbaland, cuyos trabajos minimalistas incorporaban armonías vocales, percusión con palmadas, muestras poco convencionales y ritmos marcados. En sus presentaciones en vivo y maquetas, la banda versionó temas de R&B como «Hot Like Fire» (1997), de Aaliyah, y «Teardrops» (1988), de Womack & Womack.
Tras publicar sus demos en Myspace, el grupo llamó la atención de Young Turks, un sello filial de XL Recordings. Enviaron las maquetas a la oficina central de XL en Ladbroke Grove y poco después firmaron un contrato discográfico. Antes de definir su sonido, trabajaron sin éxito con productores como Diplo y Kwes, hasta que su mánager, Caius Pawson, los puso en contacto con el ingeniero de audio Rodaidh McDonald. Pawson le entregó tres discos de maquetas titulados Early Demos, Recorded in Rehearsal Space y What Producers Did Wrong. McDonald quedó impresionado por la calidad íntima y el uso del silencio en los demos, un elemento que tanto él como la banda sintieron que había sido un desafío para otros productores, quienes intentaban incorporar sus propios estilos: «Habían trabajado con cuatro productores antes de mí que, sin desmerecerlos, creo que vieron demasiado espacio para dejar su sello personal. Incluso en las Early Demos, la música de The xx tenía muchos espacios vacíos. Pero descubrimos que lo mejor era lo más minimalista».

## Grabación y producción

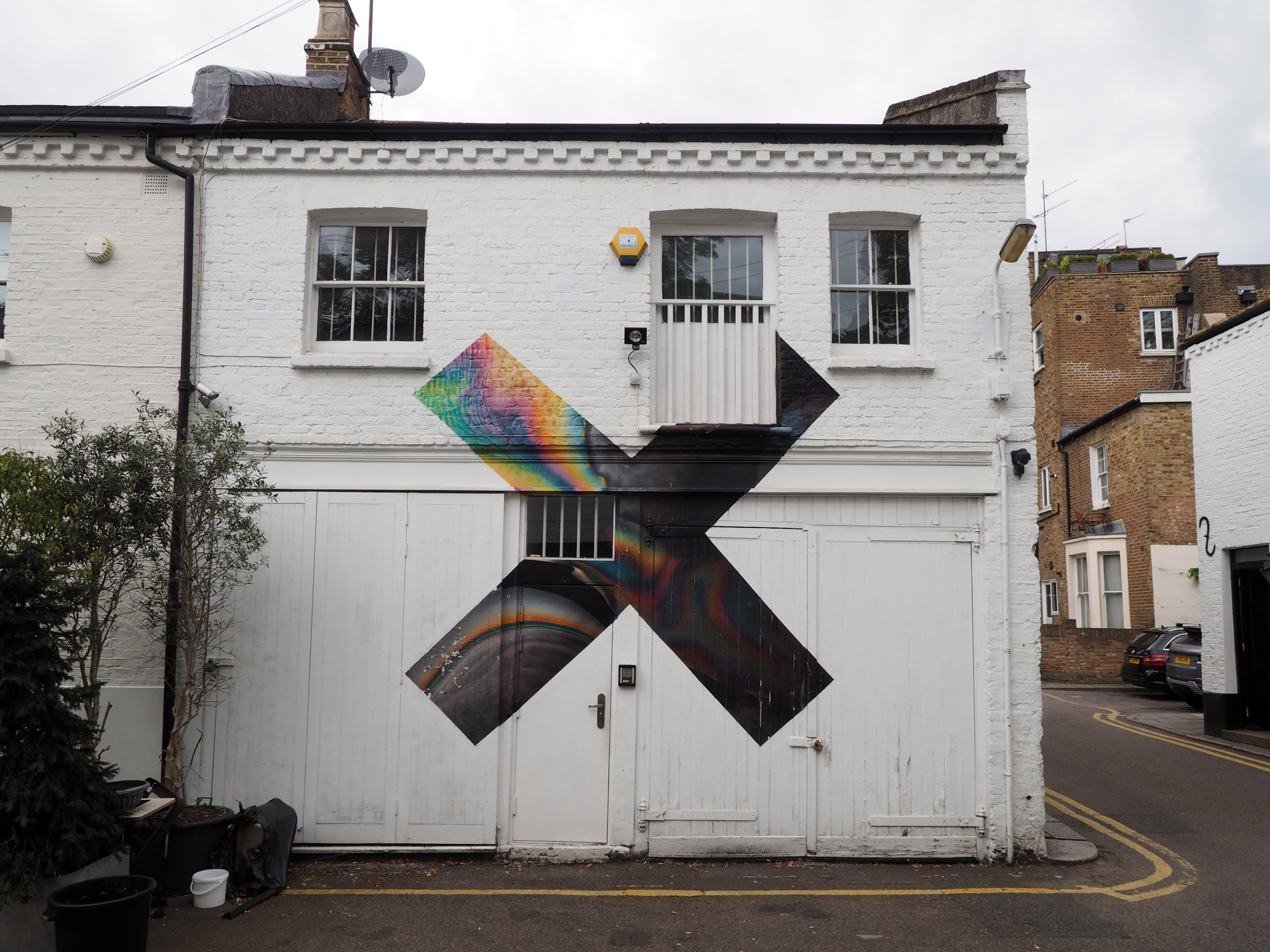
Las oficinas centrales de XL Recordings en Ladbroke Grove, Londres.

Por sugerencia de Richard Russell, propietario de XL, la agrupación grabó el álbum en el pequeño estudio del sello, XL Studio, lo que la convirtió en la primera en trabajar allí. Este espacio originalmente era el garaje trasero del edificio principal de XL, hasta que a principios de 2008 Russell lo transformó en un área improvisada para composición, ensayos y grabación de maquetas para los artistas del sello. En septiembre, asignaron a Rodaidh McDonald la tarea de acondicionar y equipar adecuadamente la sala. Le agradaba el lugar porque era insonorizado y estaba «aislado del resto de la oficina, así que no daba la sensación de estar trabajando bajo la mirada de la compañía discográfica». Croft, en cambio, lo describió como «un espacio bastante reducido», del tamaño de un baño. Durante los meses siguientes, McDonald y Pawson elaboraron un presupuesto para que el sello financiara la instalación preliminar del estudio y aseguraron que contara con equipo de grabación adaptado específicamente para The xx, incluyendo una mesa de sonido de tamaño modesto, ideal para grabar a un grupo pequeño.
The xx comenzó la grabación en diciembre de 2008 con Rodaidh McDonald, quien se encargó de la ingeniería de sonido durante las sesiones. Generalmente, grababan por las noches, después de que el personal de XL se retiraba, lo que, según Croft, hacía que el ambiente se sintiera «aislado y bastante inquietante». Para reproducir el sonido de las maquetas, McDonald pidió a los músicos que anotaran los ajustes de sus instrumentos y probó diferentes áreas del estudio para determinar dónde grabar a cada uno de ellos. Sim, quien tocaba un Precision Bass de la década de 1970, fue grabado con frecuencia en el pasillo fuera del estudio mientras tocaba a través de un amplificador Fender Bassman, uno de los varios que McDonald experimentó durante la producción de xx. Algunas de las guitarras de Qureshi y Croft también fueron grabadas en el pasillo. Qureshi utilizó una Gibson SG con un amplificador Fender Hot Rod Deluxe o Blues Deluxe, mientras que Croft tocó en su mayoría una Epiphone Les Paul y, en algunas canciones, una Gibson ES-335. Para sus partes de guitarra principal, Croft empleó un pedal de retardo y un amplificador Roland Micro Cube con configuración de reverberación, ya que McDonald consideró que este equipo replicaba mejor el sonido «frío» y lleno de eco que caracterizaba las maquetas de la banda.

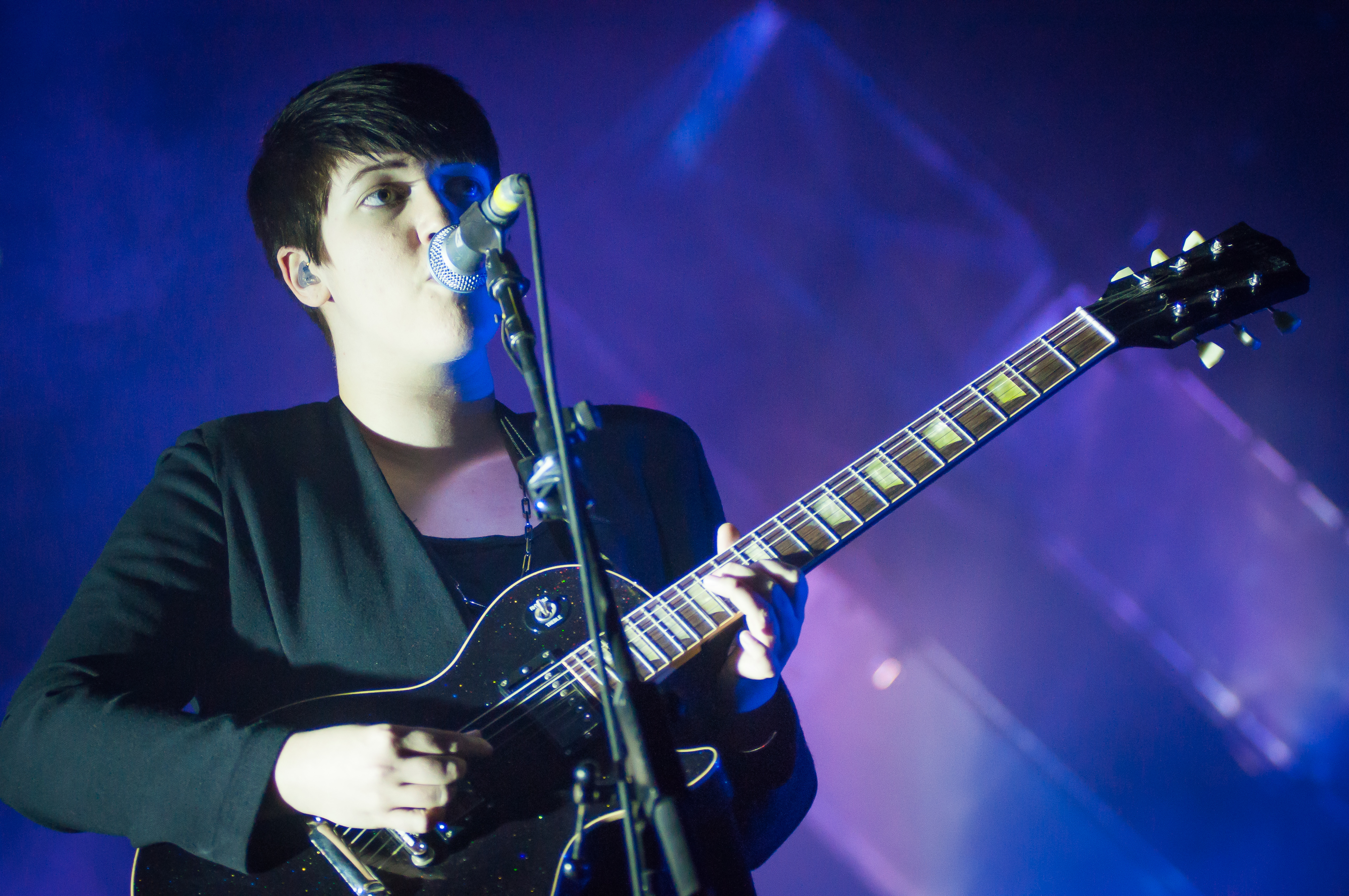
Romy Madley Croft en 2012 con una Epiphone Les Paul, su guitarra para xx

Una vez registradas todas las pistas instrumentales, Croft y Sim grabaron las voces juntos, y era poco común que uno le hiciera coros al otro. Para el productor, Rodaidh McDonald, era fundamental que ambos cantantes estuvieran en perfecta sintonía y compartieran el mismo estado anímico al interpretar las canciones de principio a fin. De hecho, según él, algunas tomas se beneficiaron de que ambos estuvieran «bastante cansados y emocionales». Con el fin de lograr que sus voces sonaran lo más «íntimas» y cercanas posible —casi como una conversación—, McDonald los hizo cantar en micrófonos Neumann. Dichos micrófonos estaban entre los equipos más costosos que pidió prestados para el montaje inicial del estudio, una estrategia que evitó que XL tuviera que enfrentarse a un presupuesto desmesurado.
A pesar de la estrecha participación de McDonald, Russell alentó a The xx a autoproducir su álbum, convencido de que así se mantendría fiel tanto al sonido distintivo de sus presentaciones en vivo como a la ética hazlo tú mismo que XL había practicado desde sus inicios como sello de rave. El grupo eligió a Smith para encargarse de la producción de xx. Utilizó el software de grabación Logic 8 en su Mac Pro y, mientras la banda grababa en el estudio, trabajaba hasta altas horas de la noche en una sala de conferencias cercana, ajustando sus bases rítmicas. Smith creó las pistas de ritmo con un sampler Akai MPC, que en ocasiones procesó a través de un Roland RE-201 y otras unidades de efectos. También elaboró click tracks para ayudar a la banda a mantener el tempo mientras grababan sus partes individuales. Una vez terminadas estas grabaciones, dedicó entre tres y cuatro semanas a perfeccionar e integrar sus bases en las canciones. Croft confiaba en que Smith, quien no quería ocultar imperfecciones con una producción excesiva, haría que el álbum fuera práctico de interpretar en vivo, evitando capas innecesarias de guitarras o voces.

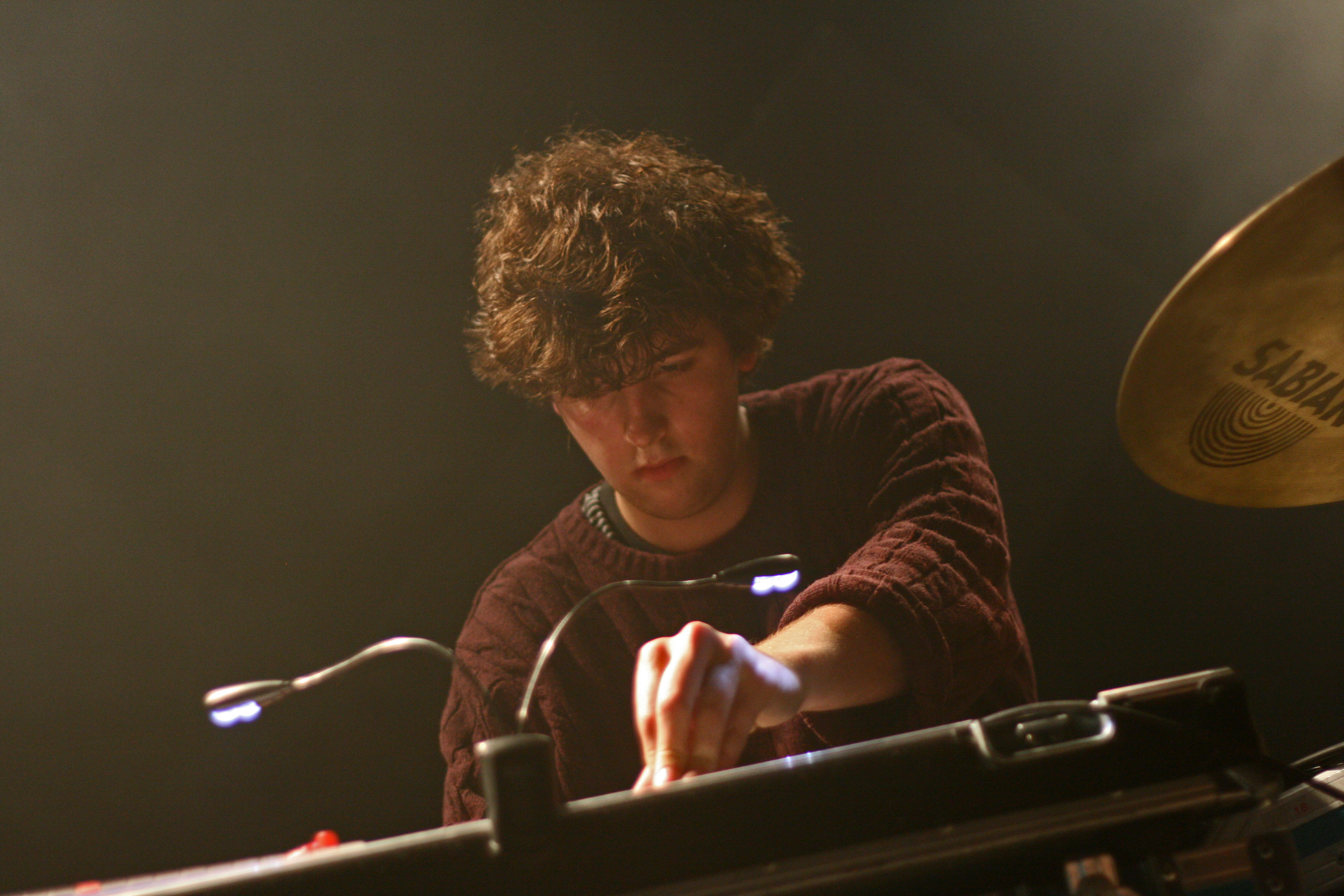
Jamie Smith (2010) se encargó de la mezcla y producción del álbum.

La mayor parte de xx se grabó entre finales de diciembre de 2008 y finales de enero de 2009, antes de que McDonald y Smith iniciaran un meticuloso proceso de mezcla que duró dos semanas. Para cada canción, mezclaron una o dos pistas por instrumento y utilizaron componentes de Waves Audio para ecualizar las grabaciones. McDonald, quien apreciaba cómo las maquetas capturaban sonidos ambientales no intencionados, como ruidos de la calle, decidió dejar ciertos sonidos que normalmente se habrían eliminado en la mezcla final. «Quería que sonara como personas en una habitación, en lugar de algo pulido y perfectamente cristalino», explicó. «Eran todos esos pequeños detalles los que realmente nos gustaban».
En febrero de 2009, la banda escribió y grabó «Fantasy», «Shelter» e «Infinity» antes de finalizar xx, posiblemente a finales de mes, según McDonald. Sin embargo, en los créditos del álbum se indica abril como la fecha final de grabación. Durante la grabación de «Infinity», el micrófono de Sim se movió accidentalmente al otro extremo del estudio, lo que resultó en un intercambio vocal distante entre él y Croft. En «Shelter», una pieza mecánica del amplificador de guitarra se aflojó y produjo un sonido metálico, que tanto McDonald como la banda decidieron conservar. «¡Era justo la pieza de percusión que le faltaba a la canción!», recordó McDonald.

## Lanzamiento
Young Turks, un sello dependiente de XL Recordings, fue la discográfica encargada de publicar el álbum debut de la banda, titulado homónimamente xx. El lanzamiento oficial tuvo lugar el 14 de agosto de 2009 en simultáneo en todo el mundo,  en los formatos estándar de la época: CD, vinilo de 12 pulgadas y descarga digital. La identidad visual de xx fue tan distintiva como su sonido. La icónica portada, un diseño minimalista que presenta una gran «X» blanca sobre un fondo negro, fue concebida por los propios miembros de la banda, Romy Madley Croft y Oliver Sim. Este enfoque estético, desarrollado en colaboración con el diseñador Philip Lee, reflejaba a la perfección el carácter íntimo, depurado y enigmático de la música contenida en el álbum. La «X» no solo sirvió como portada, sino que se convirtió de inmediato en el logotipo reconocible de The xx y en un poderoso símbolo de su identidad artística.

## Música
Las canciones se componen sobre una estructura de líneas de bajo y ritmos, a la que se incorporan riffs simples de guitarra que aportan melodía, ritmo y textura; sus notas melódicas, a su vez, están separadas por silencios. Croft comentó que el estilo instrumental de la banda se definió por el limitado equipo que usaban al principio: «El sonido de mi guitarra nació, en gran medida, cuando descubrí que mi pequeño amplificador de práctica tenía reverberación y me enamoré del ambiente que creaba». El tema más potente, «Intro», es una pieza mayormente instrumental con ritmos duplicados, un teclado distorsionado, vocalizaciones sin letra y un riff de guitarra. Canciones como «Crystalised» y «VCR» comienzan con un ostinato melódico y sonidos sutiles —incluido un xilófono en la segunda— que desembocan en versos cantados en voz baja. En «Crystalised», Croft y Sim intercambian estrofas sobre una base de clics de baquetas y líneas de bajo, justo antes de que entre el ritmo principal. En «Night Time», de arreglo austero, la voz de Croft suena durante los primeros dos minutos acompañada únicamente por guitarra y bajo, hasta que el ritmo hace su aparición. Por su parte, «Fantasy» destaca por su sonido de guitarra cercano al shoegaze.
Mientras que McDonald percibe un elemento predominante de R&B, Russell siente que la música de The xx evoca los primeros discos de hip hop que escuchaba en su juventud, ya que a menudo se limitan a voces, samples y ritmos. Sin embargo, los periodistas musicales perciben en xx influencias de grupos de rock alternativo como Portishead, Young Marble Giants y Cocteau Twins; sobre estos últimos, Croft aclaró que no los había escuchado antes de publicar el álbum. El periódico The Scotsman describe xx como un disco minimalista y melancólico de indie pop que se nutre de elementos de la electrónica y el R&B, así como de The Cure y otros grupos alternativos. Según Sarah Boden de The Observer, las melancólicas canciones de amor del álbum, de estilo dream pop y sin adornos, recuerdan a Cocteau Twins y Mazzy Star, ya que presentan tempos lentos, melodías evocadoras y ritmos con influencia del R&B y el dubstep. Sus arreglos poseen lo que Neil McCormick describe como «un aspecto muy británico e industrial», similar al sonido post-punk con inflexiones de dub del productor inglés Martin Hannett y su trabajo con Joy Division. Tanto Croft como Sim atribuyeron esta aparente mezcla de influencias dispares a la variedad en las colecciones de música de cada miembro de la banda.

### Letras

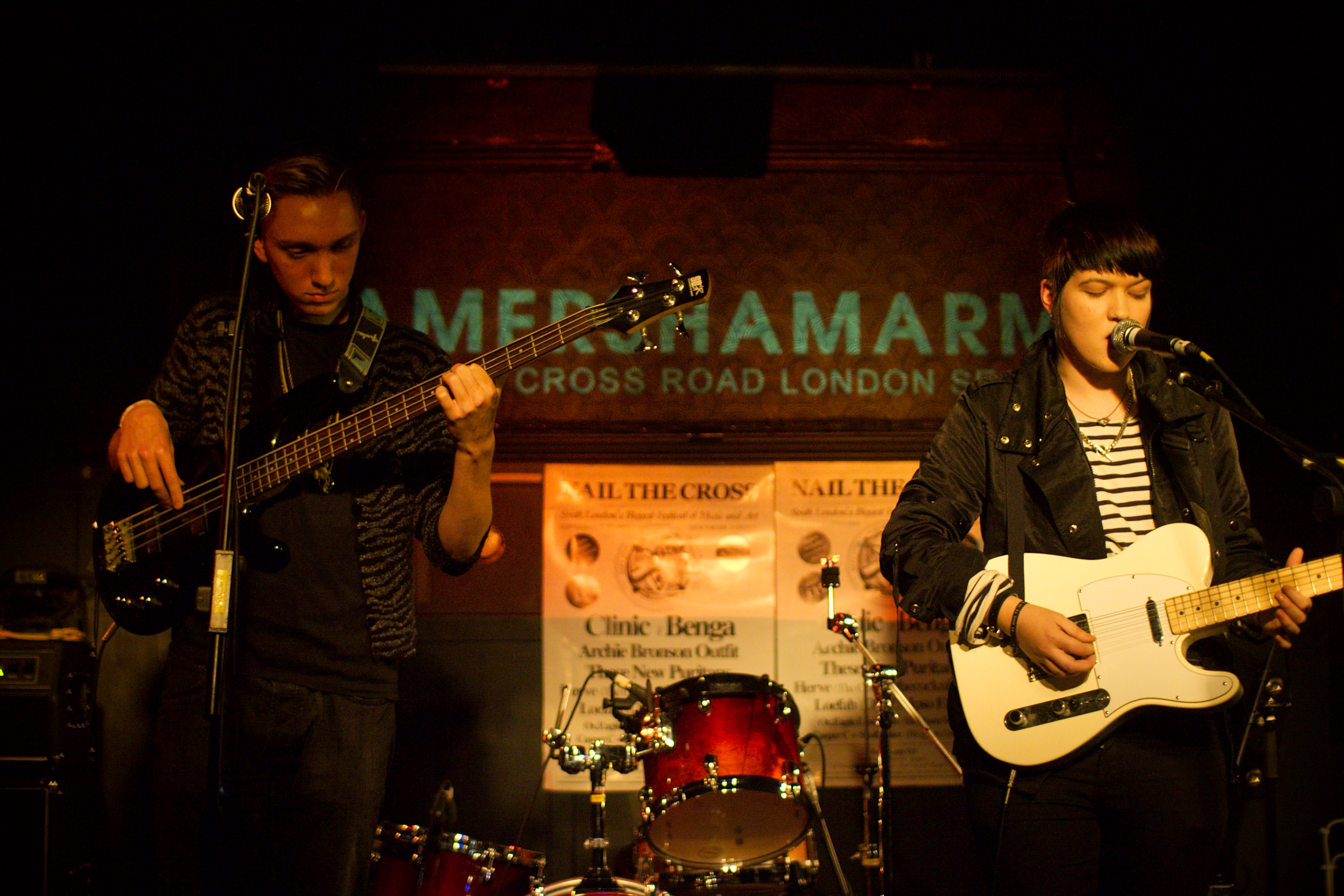
Oliver Sim (izq.) y Croft (der.), los letristas de la banda, en 2008

En xx, Croft y Sim exploran temas como el amor, el deseo y la pérdida en sus composiciones, algo que, según Croft, «siempre ha estado basado en emociones, desde el principio. Mis canciones favoritas suelen ser bastante tristes, y creo que el desamor es algo con lo que muchas personas pueden identificarse». Al igual que Croft, Sim escribió gran parte de las letras por la noche, cuando sentía sus emociones «un poco más intensas». Debido a sus personalidades reservadas, Robert Christgau considera que la banda recurre a un estilo discreto y vulnerable para intercambiar «ideas sobre la intimidad como contemporáneos, compañeros, posibles parejas, amantes, examantes y amigos». Según Emily Mackay, de NME, todas las canciones tratan sobre las emociones absorbentes del primer amor, como la intimidad tácita en «VCR», el anhelo en «Heart Skipped a Beat» y la advertencia sobre el afecto prematuro en «Crystalised». Petra Davis, de The Quietus, sostiene que el núcleo temático de xx se encuentra en la sucesión de canciones de «Islands» a «Shelter», cada una de las cuales representa «un cambio radical de perspectiva sobre una misma historia de amor, o quizá una sola».
El título en números romanos hace referencia a que los integrantes de la banda habían cumplido 20 años al momento del lanzamiento del álbum. Debido a su edad, muchos críticos interpretaron las canciones como retratos nocturnos del deseo adolescente. Philip Sherburne escribió en Spin que xx está impregnado de una «lujuria juvenil» común en la música rock, y que canciones como «Fantasy» y «Shelter» expresan un anhelo desencantado, en especial en un verso de la última: «Can I make it better with the lights turned on (Puedo hacerlo mejor con las luces encendidas en español)». Croft negó rotundamente esta interpretación: «Escribimos estas canciones cuando teníamos 17 años. Puedo decir honestamente que nunca pensé que trataban sobre mi vida sexual». Tanto Croft como Sim son homosexuales y no concebían las canciones como duetos románticos. Según Croft, en lugar de cantarse el uno al otro, «se cantan de forma paralela». Al combinar sus letras individuales, ninguno podía explicar con certeza el significado de cada canción, aunque Croft afirmó que las letras de Sim resonaban con ella y apreciaba que permitieran una interpretación personal. «Puedes hacerlas parte de tu propia vida y decir: 'Oh, esta es mi canción'». Sim, por su parte, señaló que se inspiró en las relaciones de otras personas: «Realmente no había tenido ninguna relación en la que basarme, pero me interesaba mucho la vida y observar las relaciones a mi alrededor».

## Márquetin

Los principales medios de comunicación del Reino Unido ignoraron en gran medida el xx al principio, incluida BBC Radio 1 (logotipo en la foto).

«Crystalised» se lanzó el 27 de abril de 2009 como el sencillo debut de The xx y ayudó a generar interés en la banda, tanto entre el público como en la prensa. Formó parte de una serie de sencillos extraídos de xx, que incluyó «Basic Space» publicado el 3 de agosto, «Islands» el 26 de octubre y «VCR» el 25 de enero de 2010. En el Reino Unido, la BBC Radio 1 ignoró en gran medida la música de la banda, y otros medios importantes tampoco le prestaron demasiada atención; un editor de NME afirmó en ese momento que el grupo no era adecuado para aparecer en la portada de la revista. En Estados Unidos, The xx se benefició del boca a boca en blogs, especialmente después de realizar seis presentaciones consecutivas con entradas agotadas en clubes de Nueva York, como Pianos y Mercury Lounge, meses antes del lanzamiento del álbum.
Varias canciones del disco fueron licenciadas por XL para programas de televisión en el Reino Unido y Norteamérica. «Intro» se convirtió en un tema ampliamente utilizado en televisión, apareciendo en resúmenes deportivos, episodios de series como Law & Order y Cold Case, un anuncio de AT&T y la cobertura de la BBC de las elecciones generales británicas de 2010. Además de su inclusión en televisión, varias canciones del álbum fueron utilizadas como música ambiental en cadenas comerciales de Norteamérica como Starbucks y Urban Outfitters. Según Neil McCormick en 2010, estas estrategias de marketing ayudaron a The xx a construir una presencia mediática lo suficientemente fuerte como para vender más de medio millón de copias en todo el mundo «sin haber tenido jamás algo tan vulgar como un éxito comercial». Kris Chen, vicepresidente sénior de A&R en XL, consideró que esta exposición era necesaria para promocionar un álbum que no estaba «impulsado por la radio pop». Aunque la banda comprendía la importancia del marketing, Croft expresó sus reservas sobre «poner nuestra música en cualquier cosa solo por el dinero».

## Recepción

### Crítica
Young Turks lanzó xx en agosto de 2009 y recibió una aclamación generalizada por parte de la crítica. En Metacritic, obtuvo un puntaje promedio de 87 sobre 100 basado en 25 reseñas. Según el periodista británico Alexis Petridis, fue el lanzamiento más elogiado del año.
Los críticos destacaron especialmente el sonido de The xx. Simon Price escribió en The Independent que la banda recibía elogios universales por su «atmosférico indie rock, y con razón». Jack Arnhold, de The Daily Telegraph, consideró este debut como «uno de los más hermosos y originales del año». En su reseña para The New Yorker, Sasha Frere-Jones comentó que la obra recompensa las escuchas repetidas gracias a la disciplina instrumental de la banda, mientras que Mark Edwards, de The Sunday Times, opinó que triunfa con canciones pop sencillas pero «casi perfectas». Heather Phares, de AllMusic, calificó la instrumentación como impecable y destacó la madurez y sofisticación que demostraba un grupo tan joven. Jim Carroll, de The Irish Times, afirmó que la excepcional química entre Croft y Sim en sus melancólicos duetos es el punto más alto de «esta deslumbrante sinfonía de dream pop». Matthew Cole, de Slant Magazine, sostuvo que la conexión entre los dos vocalistas otorga un peso emocional a la música, cuyo sonido definió como atemporal y capaz de atraer tanto al público indie como al más comercial. Por su parte, Robert Christgau, de MSN Music, quedó más impresionado por la música que por las letras, aunque señaló que la fuerza subyacente en las encantadoramente minimalistas canciones de los vocalistas radica en una «dimensión espiritual», manifestada en su capacidad de «cambiar de roles sin parecer nunca hostiles, fríos o siquiera distantes».
Algunos críticos expresaron ciertas reservas. Jon Caramanica, de The New York Times, consideró que los vocalistas se mostraban demasiado distantes y reacios a expresar emociones genuinas. Además, escribió: «Aunque cantan el uno al otro, rara vez se siente íntimo (...) Es más como dos adolescentes tímidos, con la mirada baja, hablando torpemente al suelo». Para Ben Schumer, de PopMatters, la estructura y los tempos uniformes de las canciones hacían que sonara algo monótono, a pesar de su atmósfera nocturna y envolvente. Por el contrario, Joshua Errett, de Now, encontró hipnótica tanto la música como el canto, pero lamentó que las letras fueran emocionalmente inmaduras y «excesivas».
A finales de 2009, xx apareció en varias listas de los mejores discos del año. Rolling Stone lo ubicó en la novena posición, Uncut en la sexta, Pitchfork en la tercera, NME en la segunda y Greg Kot, crítico del Chicago Tribune, en la cuarta. The Guardian lo eligió como el mejor del año en su encuesta anual de críticos, y Tim Jonze, editor del diario, lo calificó como «el sonido de 2009, [pero también] una declaración musical única que quizá nunca volvamos a escuchar». En la encuesta Pazz & Jop de The Village Voice, que reúne la opinión de críticos estadounidenses, terminó en el séptimo lugar. En el Poll of Polls de HMV, un ranking anual basado en nominaciones de periodistas británicos e irlandeses, obtuvo la tercera posición. En listas de fin de década sobre los mejores discos de los años 2000, The Sunday Times lo ubicó en el puesto 77 y The Times en el 30. Además, fue incluido en la edición de 2010 del libro 1001 discos que hay que escuchar antes de morir, de Robert Dimery.
El disco generó una respuesta muy favorable en medios hispanohablantes, donde sobresalieron elogios a su estilo íntimo y minimalista. MondoSonoro evaluó el álbum como un trabajo sorprendente y auténtico, con un especial énfasis en las guitarras con ecos cálidos, las cajas de ritmo sutiles y el contraste entre las voces masculina y femenina. Según la publicación, xx «se disfruta en la intimidad y con las lámparas apagadas». Además, consideró que el trío londinense alcanzó «resultados magníficos casi sin darse cuenta», al tiempo que le asigna una calificación de ocho puntos de diez posibles Desde jenesaispop, se destacó que en los poco más de 40 minutos de duración ninguna canción «sobra», y se definió a «Intro» como el núcleo que configuró el distintivo «sonido The xx». El medio remarcó cómo ese corte, casi instrumental, se convirtió en un éxito en televisión y anuncios, mientras fungía como emblema del álbum y de su estilo sonoro. El sitio chileno Expectador.cl describió la obra como una «oda a la desventura», un sonido oscuro, hipnótico y emotivo que combinó armonías soñadoras y voces susurrantes con sensibilidad adolescente y minimalismo puro. Destacó la coherencia entre temas como «Intro», «Fantasy» y «Crystalised», al señalar que el disco representó un estado de gracia para el grupo. Por su parte, Nicolás Corredor del sitio web Radiófonica comentó que la incursión del trío marcó «antes y después en la cultura musical del Reino Unido», al mismo tiempo que llama a su estilo «suave, pulido y chill», esto debido a las complicaciones que se le presentó al grupo al grabar su disco, tales como grabar en un garaje y restricciones de ruido. Además de ofrecer una crítica canción por canción, no deja de subrayar que el amor, desamor, sexo, rupturas y desilusión son los temas recurrentes.
Ernesto Acosta del portal Mehaceruido.com destaca que su sonido «no sonaba a nada de lo que dominaba el mercado musical en ese momento», y lo atribuye a que la discrográfica les dio libertad creativa para explorar ritmos nocturnos y urbanos sin limitaciones. Elogió la madurez musical y lírica del grupo, a pesar de la juventud de los integrantes al momento del lanzamiento del álbum, pues ofrece letras «claras, directas y sin metáforas». Describe las atmósferca como «oscuras, opresivas y melancólicas», con letras de desamor, y una base sonora que oscila entre el techno, el ambient y el trip hop. Francisco Alanís, en su reseña para Sopitas.com destaca que en un año donde surgieron múltiples propuestas indie, la banda destacó por entregar un álbum oscuro, sofisticado y melancólico, constrantando con las tendencias de ese momento, resaltó los patrones de batería que Jamie xx aportó en temas como «Shelter» y «Crystalised». Remarcó que el álbum funciona como una unidad emocional y estética, sin necesidad de saltos o selecciones, y que se percibe más como una experiencia continua que como una colección de canciones y concluye con que sus proyectos posteriores no podrán superarlo.

### Comercial
xx no tuvo un éxito inmediato en las listas, pero con el tiempo se convirtió en un sleeper hit. Debutó en el puesto 36 de la Official Albums Chart del Reino Unido y vendió 4180 copias en su primera semana, mientras que en Estados Unidos no logró superar la posición 92 en el Billboard 200. El álbum mantuvo ventas constantes durante 44 semanas hasta julio de 2010, cuando experimentó un aumento significativo tras el anuncio de su nominación al Premio Mercury, un galardón anual otorgado al mejor álbum del Reino Unido e Irlanda. Para entonces, había vendido más de 150 000 copias en el Reino Unido y 179 000 en Estados Unidos. Antes de que se anunciara la lista de nominados, casas de apuestas y críticos consideraban a The xx como los favoritos para ganar, por encima de artistas más reconocidos como Corinne Bailey Rae, Paul Weller y Dizzee Rascal.El disco permaneció en el top 20 del Reino Unido en las semanas previas a la ceremonia del Premio Mercury en septiembre. Tras obtener el galardón, subió del puesto 16 al 3 con su mejor semana de ventas hasta la fecha: 28 666 copias y alcanzó un total de 212 835 unidades vendidas. Neil McCormick, uno de los críticos que predijo la victoria, explicó que xx «parecía el álbum que mejor representaba a Gran Bretaña» por su estilo íntimo y su enfoque único de los gustos pop modernos, calificando su triunfo como «un raro ejemplo del Premio Mercury beneficiando a los amantes de la música».

Para diciembre de 2010, xx había vendido 325 000 copias en el Reino Unido y recibió la certificación de platino por la Industria Fonográfica Británica. En Estados Unidos, alcanzó las 350 000 copias vendidas en junio de 2012, y mantuvo un flujo constante de ventas durante sus primeros dos años, lo que Melissa Locker, de la revista Time, consideró «todo un logro» en una era dominada por la piratería, el streaming y YouTube. Como parte de su éxito comercial, varias canciones del álbum fueron versionadas por artistas de renombre como Shakira, Gorillaz y Orchestral Manoeuvres in the Dark.
| El debut homónimo de The xx sigue siendo uno de los grandes éxitos inesperados de la última década. Nadie (incluidos, es justo decirlo, los propios xx) esperaba que su mezcla de R&B de principios del milenio y pop indie de C86 vendiera un millón de copias y se volviera enormemente influyente. —Mark Richardson (Pitchfork, 2017) |

Aunque XL tenía grandes expectativas para xx, el éxito del disco superó las previsiones de la prensa. McDonald afirmó que la dirección y el sonido de la banda habrían sido completamente distintos si hubieran tenido mayores expectativas desde el principio. Por su parte, Croft se sintió «desconcertada» por la aclamación que recibió un álbum que, en su opinión, habían hecho «para ellos mismos». Sim tenía sentimientos encontrados sobre su éxito, pues creía que podría afectar su proceso de composición en el futuro: «Este álbum lo hicimos sin expectativas. Nadie sabía quiénes éramos. Cuando escribía las canciones, no pensaba que alguien más allá de Romy o James las escucharía. Ahora sé que muchas personas lo harán. Tal vez sienta que debo ser un poco más reservado».
Durante la ceremonia del Premio Mercury, Sim comentó que el tiempo transcurrido desde el lanzamiento del álbum había sido «como un torbellino», pero que el evento representaba «un momento de claridad». En su discurso de aceptación, The xx anunció que usarían el premio de £20 000 para construir su propio estudio, donde posteriormente escribieron y grabaron su segundo álbum, Coexist. Cuando este último debutó en septiembre de 2012, xx aún figuraba en la lista de álbumes más vendidos del Reino Unido, ocupando el puesto 37, y había alcanzado las 446 734 copias vendidas. Al año siguiente, NME lo ubicó en la posición 237 de su lista de los 500 mejores álbumes de todos los tiempos, mientras que Rolling Stone lo clasificó como el 74.º mejor álbum debut. La revista destacó su música como un ejercicio radical de «contención, del uso artístico del espacio y el silencio», en contraste con la tendencia maximalista de la música popular de la época. Para enero de 2017, xx había vendido 562 400 copias en el Reino Unido, cifra que en septiembre de 2019 aumentó a 612 000.
En Europa occidental también tuvo un éxito comercial. En Alemania, xx no solo alcanzó la posición 54 en las lista, sino que también fue certificado con disco de oro por la Bundesverband Musikindustrie (BVMI). La región nórdica también acogió el álbum con gran entusiasmo; en Dinamarca, su popularidad fue tal que alcanzó certificación de disco de platino, y se mantuvo en la posición 32 de la lista nacional. Este buen recibimiento se replicó en países vecinos como Noruega (puesto 23), Suecia (puesto 39) y Finlandia, donde logró entrar al top 10. En Bélgica llegó al puesto 9 en el Ultratop 200 Albums de la región de Flandes, mientras que en los Países Bajos consiguió el 29 en el Dutch Top 100 Albums. Además, xx logró entrar en los recuentos musicales de Francia (puesto 35), Suiza (puesto 52) y España (puesto 73), además recibió disco de oro en Italia.
Paralelamente a su impacto en Estados Unidos, la recepción en otros mercados de habla inglesa fue igualmente fuerte. En Australia, obtuvo la certificación de disco de oro. Aunque sus posiciones iniciales en las listas fueron modestas (puesto 92 en Canadá y 40 en Australia), La conexión con el público de la región se vio reforzada por su excelente desempeño en Irlanda, donde escaló hasta el puesto 14, y en Nueva Zelanda alcanzó el 13.

### Legado
En los años siguientes, xx se convirtió en una gran influencia, ya que muchas bandas de indie y artistas de pop masivo adoptaron sus características sonoras distintivas. Petridis escribió más tarde que, para su sorpresa, muchos de los sencillos más vendidos de 2016 «sonaban extraña pero irrefutablemente» como el álbum: «Puedes escuchar sus guitarras apagadas y con eco en todo, desde "Don't Let Me Down" de The Chainsmokers hasta "Stitches" de Shawn Mendes y "Lush Life" de Zara Larsson». Ryan Tedder, compositor de éxitos para artistas como Beyoncé, Taylor Swift y Ariana Grande, afirmó que el estilo «fantasmagórico» de xx «se menciona como referencia en al menos una de cada dos sesiones de composición».
En septiembre de 2019, el álbum ocupó el puesto 26 en la encuesta de The Guardian sobre los 100 mejores discos del siglo XXI, según la opinión de 45 críticos musicales. En un ensayo que acompañaba la lista, el editor musical del diario, Ben Beaumont-Thomas, destacó que el álbum presentaba «los duetos más fascinantes de la época: en lugar de cantarse el uno al otro, era como si dos personas experimentaran lo mismo sin que la otra lo supiera, la música perfecta para la desconectada interconexión de las aplicaciones de citas y las redes sociales».

## Gira

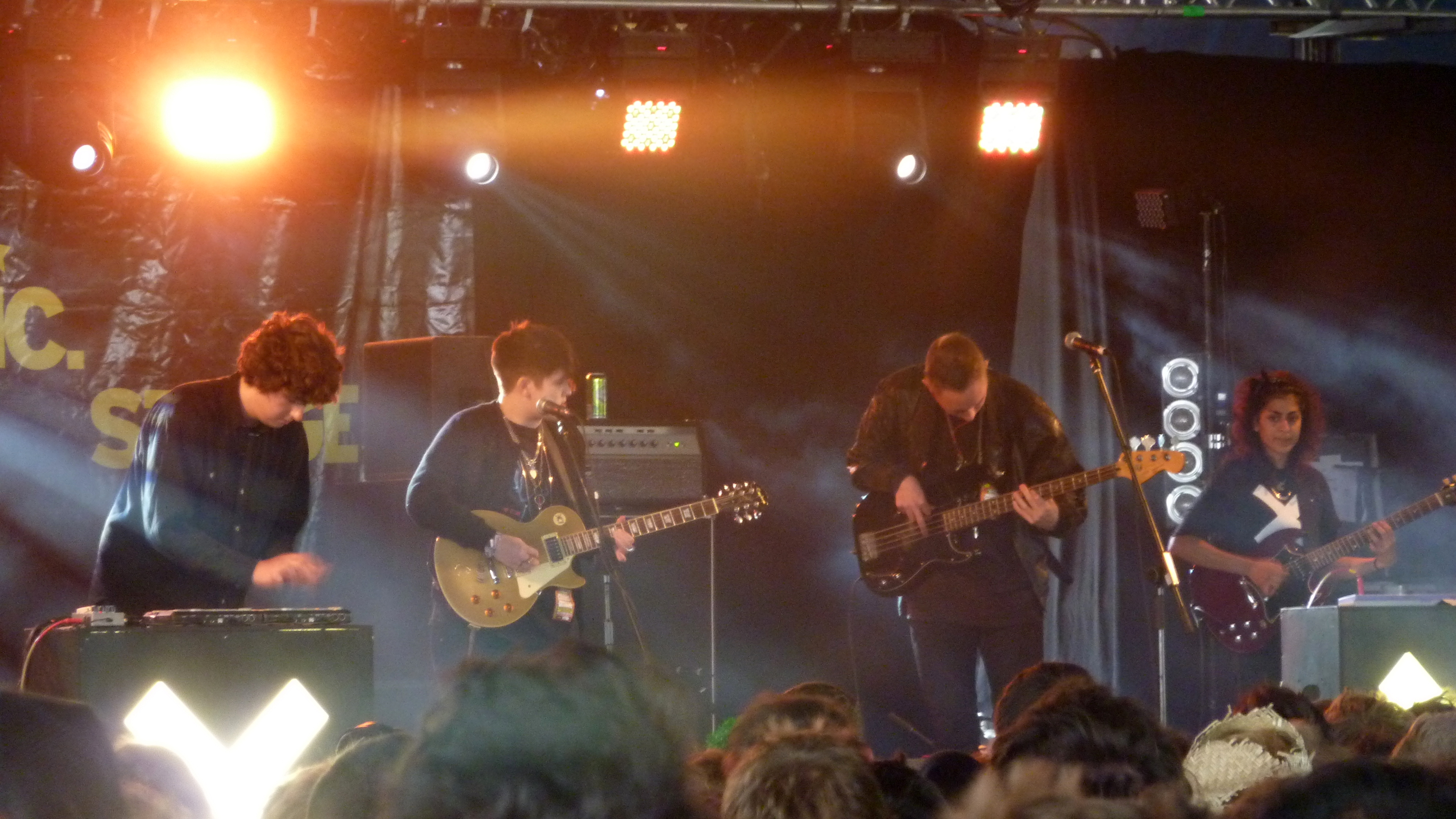
La banda presentándose en el Reading Festival en agosto de 2009

Tras el lanzamiento del disco, la banda realizó una gira por Europa y Norteamérica que inicialmente duraría hasta finales de 2009. Su primer concierto tuvo lugar en agosto del mismo año en el Hoxton Hall, en Londres, ante una audiencia de apenas 112 personas, según recordó Sim. Cuando la reseña positiva de Pitchfork despertó un mayor interés entre el público estadounidense, la banda fue contratada como telonera de Friendly Fires en su gira por clubes de mayor capacidad en Estados Unidos. Las dificultades de la gira acentuaron las tensiones crecientes entre Qureshi y el resto del grupo, lo que culminó en su salida tras un complicado paso por un festival en Nueva York en octubre. Se informó que había abandonado la banda debido al cansancio, después de que cancelaran varios conciertos. Sin embargo, Sim desmintió esas versiones y explicó que su salida fue una decisión del grupo: «Hemos crecido para ser personas muy diferentes. Ya no funcionaba, ni musicalmente ni como amistad». Croft declaró a NME en noviembre: «Supongo que "diferencias personales" sería la manera estándar de decirlo. La intensidad de estar de gira hace que todo se sienta mucho más fuerte».
En lugar de buscar un reemplazo, el grupo decidió continuar la gira como un trío, con guitarra, bajo y percusión. También simplificaron aún más los arreglos minimalistas de las canciones en vivo, aunque Sim bromeó diciendo que Smith «necesitaba más brazos para poder manejarlo todo» tras la salida de Qureshi. Durante los conciertos, Croft dejó de tocar solos y acordes en favor de figuras y motivos menos definidos, mientras que Smith ejecutaba ritmos y sonidos ambientales desde su sintetizador para complementar la interpretación de Croft y Sim. Como su estilo inicial se adaptaba mejor a los pequeños recintos donde solían tocar, la agrupación empezó a enfocarse más en la producción visual de sus conciertos para presentarse ante públicos más grandes. Vestían ropa oscura y utilizaban cajas de luz en el escenario, donde proyectaban su logotipo en forma de «X» blanca sobre fondo negro.

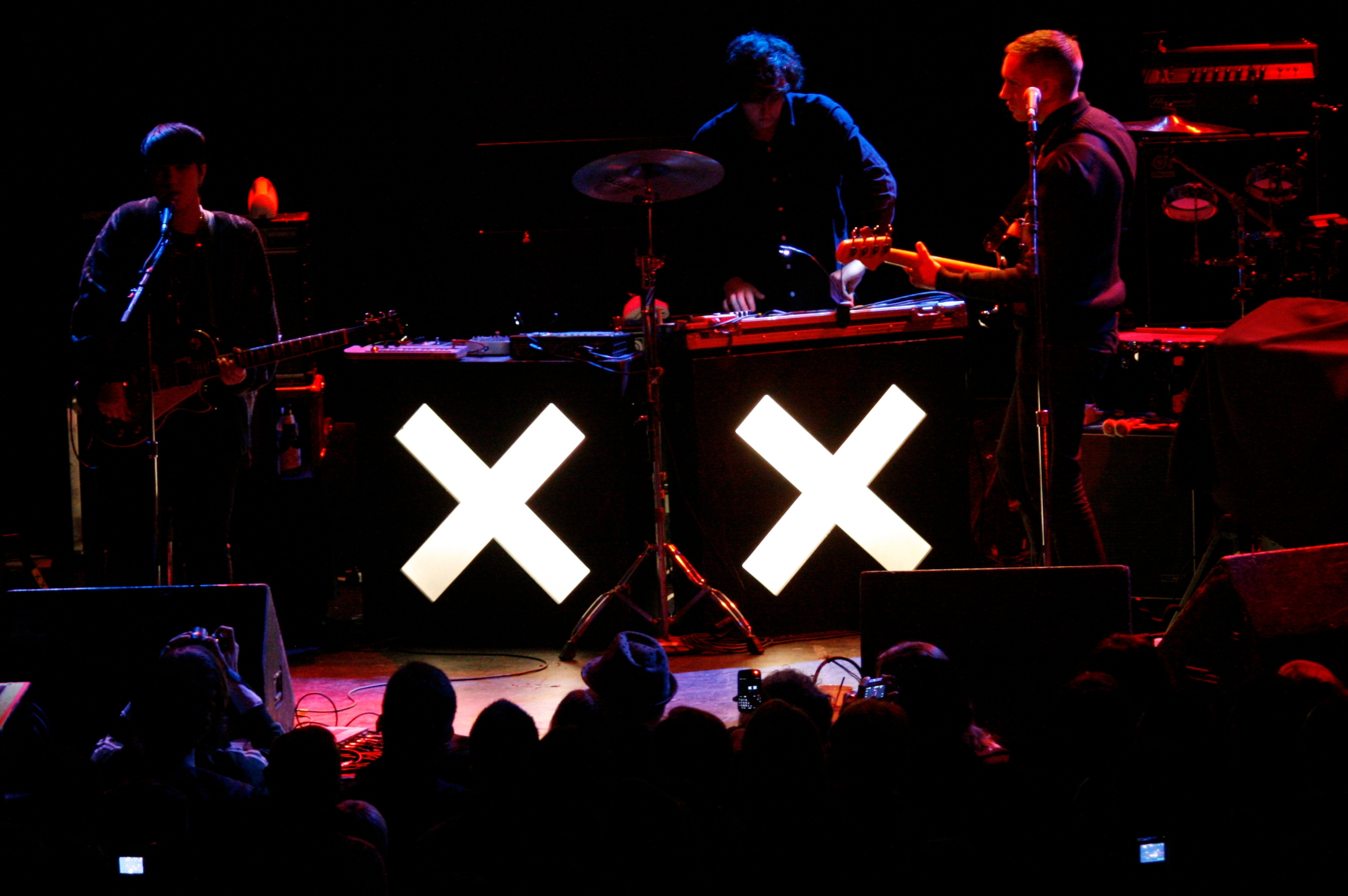
Después de la partida de Baria Qureshi, xx realizó una gira como trío (foto en el Phoenix Concert Theatre en diciembre de 2009).

Con una base de seguidores en crecimiento, la banda se comprometió a más presentaciones y extendió la gira promocional del álbum. Durante 18 meses, incluyendo la mayor parte de 2010, ofrecieron conciertos de manera intermitente. Ese año, realizaron su primera gira por Estados Unidos y participaron en festivales de gran renombre como South by Southwest, Coachella y Bonnaroo. También fueron teloneros del grupo inglés Florence and the Machine. Al recordar su presentación en Coachella, donde tocaron ante 30 000 personas, Croft comentó: «Ese fue el momento en el que pensé: 'Dios mío, creo que a la gente realmente le gusta esto'».
El constante recorrido ayudó a consolidar su reputación entre el público y la prensa. En marzo de 2010, ofrecieron dos noches consecutivas con lleno total en el Shepherd's Bush Empire de Londres y aparecieron en la portada de NME, que los proclamó «la banda más subestimada de Gran Bretaña». En abril y mayo, llevaron su música al sur de Estados Unidos y a Japón, una de las etapas más demandantes del tour, según Croft, ya que «ninguno de nosotros había estado tanto tiempo lejos de casa». Durante esas seis semanas, el fotógrafo Jamie-James Medina los acompañó y más tarde publicó una colección de imágenes en su libro The Tourist (2010).
Durante la gira, la banda se fue adaptando a la creciente atención y se volvió considerablemente más sociable y confiada. Como recordó Sim: «Si me hubieras puesto en el escenario del Shepherd's Bush Empire de Londres hace unos años, me habría escapado. No habría podido hacerlo. Solíamos estar aterrados». En junio de 2010, la banda se presentó en el festival de Glastonbury en Somerset y, según la periodista Jude Rogers, mostró una nueva confianza durante el resto de su verano y en los conciertos del «otoño post-[Premio]Mercury»: «Croft cantaba con más audacia, Sim desarrolló una actitud más desinhibida en el escenario y Smith comenzó a experimentar con diferentes ritmos y texturas», periodo que marcó la culminación de la gira del álbum.

## Lista de canciones
Todas las letras están escritas por Oliver Sim y Romy Madley Croft, excepto donde se indique; toda la música está compuesta por Baria Qureshi, Jamie Smith, Sim y Croft, excepto donde se indique.
| N.º   | Título                                                               | Duración |  |
| 1.    | «Intro»                                                              | 2:08     |  |
| 2.    | «VCR»                                                                | 2:57     |  |
| 3.    | «Crystalised»                                                        | 3:22     |  |
| 4.    | «Islands»                                                            | 2:41     |  |
| 5.    | «Heart Skipped a Beat»                                               | 4:02     |  |
| 6.    | «Fantasy» (letras por Oliver Sim)                                    | 2:38     |  |
| 7.    | «Shelter» (letras por Romy Madley Croft, música por Smith/Sim/Croft) | 4:30     |  |
| 8.    | «Basic Space»                                                        | 3:08     |  |
| 9.    | «Infinity»                                                           | 5:13     |  |
| 10.   | «Night Time»                                                         | 3:37     |  |
| 11.   | «Stars»                                                              | 4:23     |  |
| 38:34 |                                                                      |          |  |

| Pista extra de iTunes Store |                                      |          |  |
| N.º                         | Título                               | Duración |  |
| 12.                         | «Hot Like Fire» (Versión de Aaliyah) | 3:31     |  |

| Edición limitada de lujo en vinilo con pista extra |                                  |          |  |
| N.º                                                | Título                           | Duración |  |
| 12.                                                | «VCR» (Remezcla de Matthew Dear) | 4:54     |  |

| Disco extra de edición limitada de Rough Trade |                                          |          |  |
| N.º                                            | Título                                   | Duración |  |
| 1.                                             | «Do You Mind?» (Versión de Kyla)         | 3:47     |  |
| 2.                                             | «Hot Like Fire» (Versión de Aaliyah)     | 3:34     |  |
| 3.                                             | «Teardrops» (Versión de Womack & Womack) | 3:50     |  |

| Edición en vinilo |                                      |          |  |
| N.º               | Título                               | Duración |  |
| 1.                | «Intro»                              | 2:07     |  |
| 2.                | «VCR»                                | 2:57     |  |
| 3.                | «Crystalised»                        | 3:21     |  |
| 4.                | «Islands»                            | 2:40     |  |
| 5.                | «Heart Skipped a Beat»               | 4:02     |  |
| 6.                | «Hot Like Fire» (Versión de Aaliyah) | 3:31     |  |
| 7.                | «Fantasy»                            | 2:38     |  |
| 8.                | «Shelter»                            | 4:30     |  |
| 9.                | «Basic Space»                        | 3:08     |  |
| 10.               | «Infinity»                           | 5:13     |  |
| 11.               | «Night Time»                         | 3:36     |  |
| 12.               | «Stars»                              | 4:22     |  |

## Posicionamiento en listas musicales
| América        |                                  |    |         |
| Canadá         | Canadian Albums Chart            | 92 | [ 80 ]  |
| Estados Unidos | Billboard 200                    | 92 | [ 1 ]   |
| Estados Unidos | Billboard Independent Albums     | 9  | [ 80 ]  |
| Asia           |                                  |    |         |
| China          | Sino Chart                       | 12 | [ 95 ]  |
| Europa         |                                  |    |         |
| Alemania       | Offizielle Top 100               | 54 | [ 74 ]  |
| Austria        | Ö3 Austria Top 40                | 24 | [ 74 ]  |
| Bélgica        | Ultratop 200 Albums (Flandes)    | 9  | [ 74 ]  |
| Bélgica        | Ultratop (Valonia)               | 41 | [ 74 ]  |
| Dinamarca      | Hitlisten Danish Albums          | 32 | [ 74 ]  |
| Escocia        | Scottish Albums Chart            | 4  | [ 96 ]  |
| España         | Top 100 Álbumes                  | 73 | [ 74 ]  |
| Europa         | European Top 100 Albums          | 12 | [ 97 ]  |
| Finlandia      | Suomen virallinen lista          | 10 | [ 74 ]  |
| Francia        | French Albums Chart              | 35 | [ 74 ]  |
| Grecia         | Greek International Albums       | 41 | [ 74 ]  |
| Irlanda        | Irish Albums Chart               | 14 | [ 81 ]  |
| Irlanda        | Irish Independent Albums         | 1  | [ 98 ]  |
| Noruega        | VG-lista                         | 23 | [ 74 ]  |
| Países Bajos   | Dutch Top 100                    | 29 | [ 74 ]  |
| Reino Unido    | UK Albums Chart                  | 3  | [ 99 ]  |
| Reino Unido    | UK Independent Albums            | 1  | [ 100 ] |
| Reino Unido    | Albums Streaming Chart           | 80 | [ 101 ] |
| Reino Unido    | Albums Sales Chart               | 33 | [ 101 ] |
| Reino Unido    | Album Downloads Chart            | 2  | [ 101 ] |
| Reino Unido    | Physical Albums Chart            | 4  | [ 101 ] |
| Reino Unido    | Vinyl Albums Chart               | 16 | [ 101 ] |
| Reino Unido    | Record Store Chart               | 19 | [ 101 ] |
| Reino Unido    | Independent Album Breakers Chart | 1  | [ 101 ] |
| Suecia         | Sverigetopplistan                | 39 | [ 74 ]  |
| Suiza          | Schweizer Hitparade              | 52 | [ 74 ]  |
| Oceanía        |                                  |    |         |
| Australia      | ARIA Charts                      | 40 | [ 74 ]  |
| Nueva Zelanda  | Official New Zealand Music Chart | 13 | [ 74 ]  |

| Europa  |                              |     |         |
| Bélgica | Ultratop 200 Albums Flanders | 98  | [ 102 ] |
| Francia | French Albums Chart          | 185 | [ 103 ] |

| América        |                              |    |         |
| Estados Unidos | Billboard Independent Albums | 15 | [ 104 ] |
| Europa         |                              |    |         |
| Bélgica        | Ultratop 200 Album Flanders  | 18 | [ 105 ] |
| Europa         | European Top 100 Albums      | 71 | [ 106 ] |
| Reino Unido    | UK Albums Chart              | 36 | [ 107 ] |

## Certificaciones discográficas
| País           | Organismo certificador | Certificación | Ventas  | Ref.            |
| -------------- | ---------------------- | ------------- | ------- | --------------- |
| Alemania       | BVMI                   | Oro           | 100 000 | [ 75 ]          |
| Australia      | ARIA                   | Oro           | 35 000  | [ 78 ]          |
| Bélgica        | BEA                    | Oro           | 15 000  | [ 108 ]         |
| Dinamarca      | IFPI Dinamarca         | Platino       | 20 000  | [ 76 ]          |
| Estados Unidos | RIAA                   | Oro           | 500 000 | [ 109 ]         |
| Italia         | FIMI                   | Oro           | 25 000  | [ 77 ]          |
| Reino Unido    | BPI                    | 2× Platino    | 620 000 | [ 110 ] [ 111 ] |

## Créditos
| The xx - Romy Madley Croft: Voz, guitarra - Oliver Sim : Voz, bajo - Jamie Smith: Beats, MPC - Baria Qureshi – guitarra y teclado | Personal adicional - The xx: producción - Jamie Smith y Rodaidh McDonald: mezcla - Rodaidh McDonald: ingeniería de audio - Phil Lee: dirección artística - Phil Lee y The xx: diseño - The xx: fotografía |

- Fuente: Notas del álbum.[112]

## Historial de lanzamientos
| País           | Fecha                | Discográfica | Ref     |
| -------------- | -------------------- | ------------ | ------- |
| Australia      | 14 de agosto de 2009 | Young Turks  | [ 113 ] |
| Alemania       | 14 de agosto de 2009 | Young Turks  | [ 114 ] |
| Irlanda        | 14 de agosto de 2009 | Young Turks  | [ 115 ] |
| Estados Unidos | 14 de agosto de 2009 | Young Turks  | [ 49 ]  |
| Reino Unido    | 14 de agosto de 2009 | Young Turks  | [ 49 ]  |